# Рифовий лежень
Рифовий лежень (Esacus) — рід сивкоподібних птахів родини лежневих (Burhinidae). Містить 2 види.

## Поширення
Рід поширений в Південній та Південно-Східній Азії, Новій Гвінеї, Австралії та Новій Каледонії.

## Види
| Зображення | Українська назва | Біноміальна назва     |
| ---------- | ---------------- | --------------------- |
|            | Лежень великий   | Esacus recurvirostris |
|            | Лежень рифовий   | Esacus magnirostris   |